# Hesiodus (kráter)

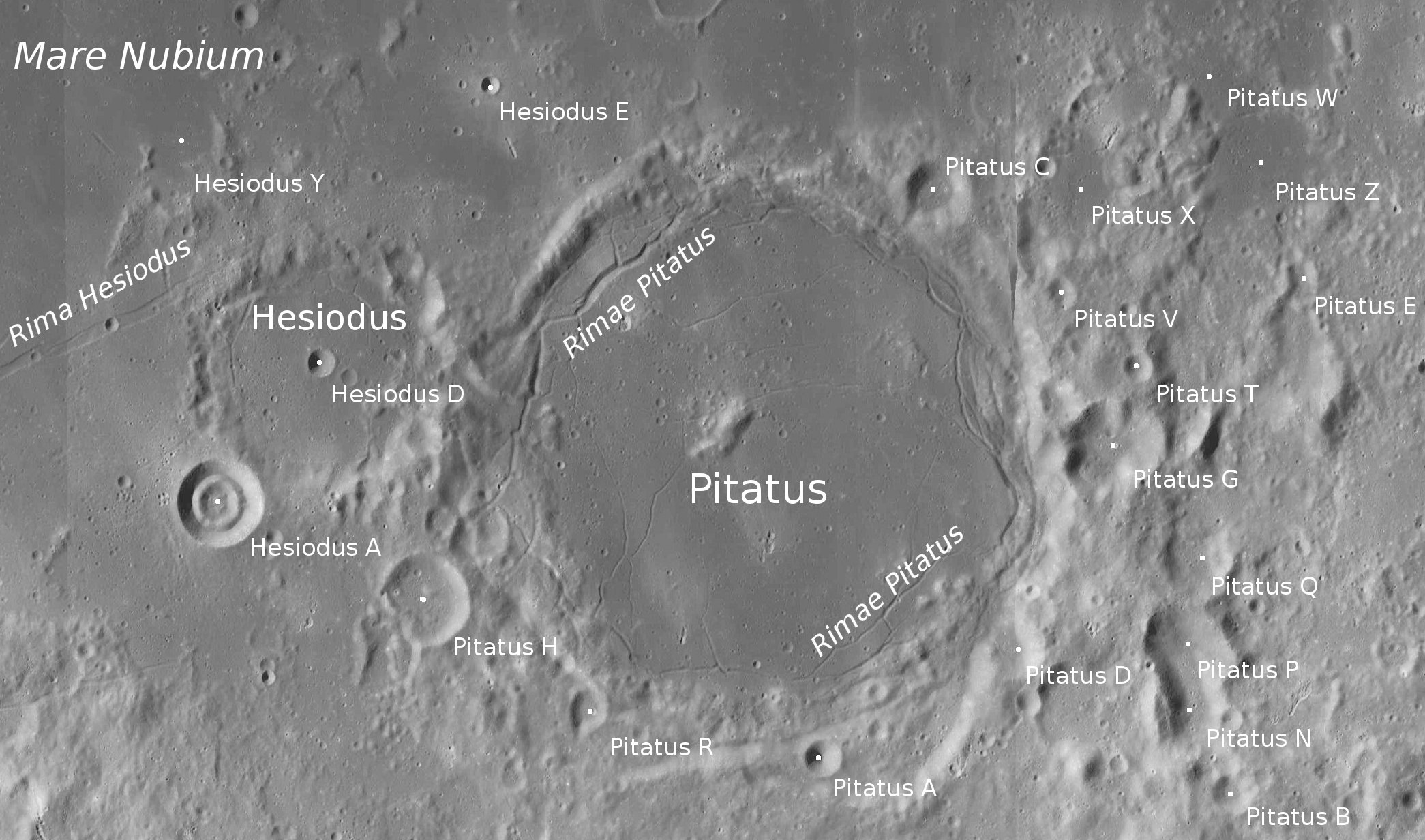
Poloha kráteru Hesiodus.

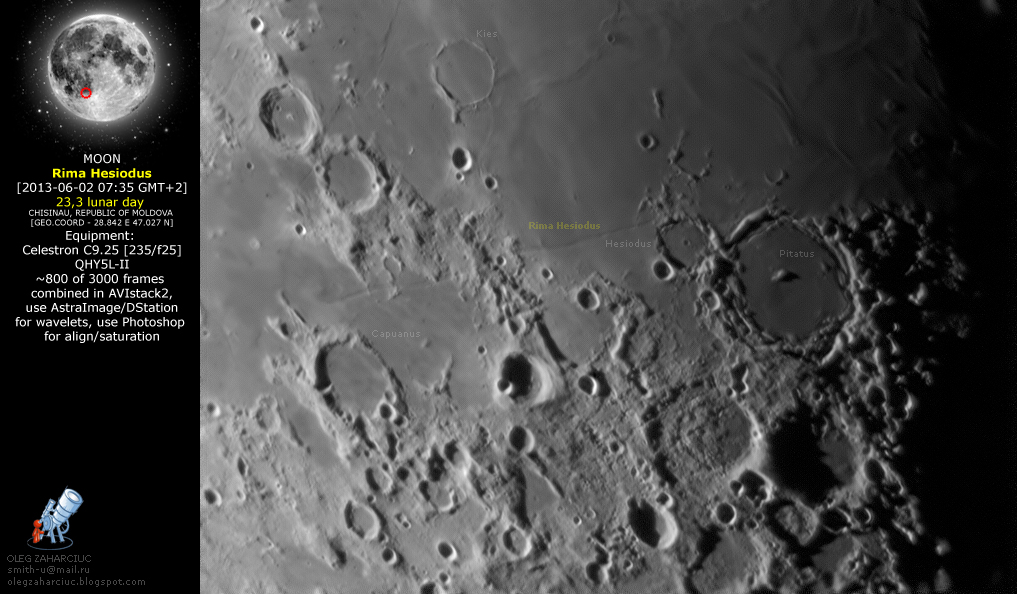
Kráter Hesiodus zobrazen ve větší oblasti.

Hesiodus je lávou zatopený kráter nacházející se u jižního okraje Mare Nubium (Moře oblaků) na přivrácené straně Měsíce. Postrádá centrální vrcholek a místo něj leží v jeho středu malý kráter Hesiodus D.
Hesiodus má průměr 43 km a leží v blízkosti měsíční brázdy Rima Hesiodus. Na východě sousedí s rozlehlým zatopeným kráterem Pitatus. Pojmenován je podle řeckého antického básníka Hésioda.

## Hesiodus A
Tento satelitní kráter se dotýká jihozápadního valu hlavního kráteru Hesiodus. Je neobvyklý svým dvojitým okrajovým valem. Průměr vnějšího valu je 15 km. Dalším kráterem tohoto typu je např. Marth.

## Satelitní krátery
V okolí se nachází několik menších kráterů. Ty byly označeny podle zavedených zvyklostí jménem hlavního kráteru a velkým písmenem abecedy.
| Hesiodus | Sel. šířka | Sel. délka | Průměr |
| -------- | ---------- | ---------- | ------ |
| A        | 30.1° J    | 17.0° Z    | 15 km  |
| B        | 27.1° J    | 17.5° Z    | 10 km  |
| D        | 29.3° J    | 16.4° Z    | 5 km   |
| E        | 27.8° J    | 15.3° Z    | 3 km   |
| X        | 27.3° J    | 16.2° Z    | 24 km  |
| Y        | 28.3° J    | 17.2° Z    | 17 km  |
| Z        | 28.7° J    | 19.4° Z    | 4 km   |